# Разъезд 67 (Забайкальский край)
Разъезд 67 — населённый пункт (тип: железнодорожный разъезд) в муниципальном районе «Могойтуйский район» Агинского Бурятского округа в Забайкальском крае Российской Федерации. Входит в сельское поселение «Ушарбай».

## География
Железнодорожный разъезд расположен участке железной дороги Тарская — Забайкальск, в 18 км от села Ушарбай.
Климат
характеризуется как резко континентальный с умеренно жарким летом и продолжительной морозной малоснежной зимой. Средняя температура воздуха самого холодного месяца (января) составляет −22 — −26 °C; самого тёплого месяца (июля) — 18-20 °C. Также наблюдаются большие перепады сезонных и суточных температур, недостаточная увлажненность, большая сухость воздуха и значительное число солнечных дней в году. Вегетационный период 150 дней и более

## История
Основано в 1901 году.

## Население
| 1989 | 2002 | 2010 | 2021 |
| ---- | ---- | ---- | ---- |
| 23   | ↘15  | ↗19  | ↘15  |

национальный состав
Согласно результатам переписи 2002 года, в национальной структуре населения русские составляли 100 % от общей численности в  15 жителей .

## Инфраструктура
Путевое хозяйство.

## Транспорт
Через населённый пункт проходит тупиковая автодорога Могойтуй — Бурятская, участок железной дороги Тарская — Борзя.